# Saison 2012-2013 du FC Sion
Maillots
Chronologie
Saison précédente Saison suivante
Cet article fournit diverses informations sur la saison 2012-2013 du club de football du FC Sion, établi dans la ville de Sion en Suisse.

## Historique

### Préparation de la saison
L'équipe commence sa préparation pour le championnat à mi-juin, alors que toutes les nouvelles recrues ne sont encore arrivées. Les joueurs passent une semaine à Grimentz pour se renforcer physiquement. À la suite de cette semaine, les matchs de préparation s'enchaîneront : défaites contre Lausanne-Sports et Émirats arabes unis, victoire contre FC Le Mont, matchs nuls face à Dijon et l'Olympique de Marseille.
Bien que les résultats ne soient pas à l'avantage des valaisans, ils ont terminé en puissance face à des équipes supérieures. Notamment en obtenant le match nul face à l'OM. Lors de ces rencontres on a pu constater que l'entente sur le terrain n'était pas au beau fixe. Effectivement, Goran Obradovic (arret de la compétition) et Serey Die (en négociation pour quitter le club), qui étaient les meneurs la saison précédente ne participent pas à la préparation d'avant-saison. La colonne vertébrale ayant été entièrement remodelée, avec les intégrations d'Aislan, Gattuso, Marques, Darragi et Léo, du temps est nécessaire pour que du jeu attractif soit produit.

### Départ canon
Le FC Sion réalise un début de championnat parfait en encaissant 16 points lors des six premières rencontres face à GC, Servette, Lucerne, Bâle, Lausanne et Young Boys. La défense bien que modifiée avec l'arrivée d'Aislan réalise un sans faute en n'encaissant qu'un but. Les attaquants ne se font eux pas prier pour marquer des buts avec une moyenne de 1.6 buts par matchs, notamment grâce à Léo (3 buts) et Margairaz (2 buts). À la suite de ses cinq victoires et du match nul face à Bâle, l'équipe valaisanne prend seule la tête du championnat avec 4 points d'avance sur ces poursuivants. Dans ses rencontres, l'équipe a malgré tout du mal à imposer son style de jeu mais peut se vanter d'une défense implacable et toujours inchangée. Lors de la troisième journée face à Lucerne, on peut mesurer l'importance d'Oussama Darragi qui démontre ses qualités de passeurs capable de mettre un attaquant seul face au gardien à tout moment du match, avec 2 assists lors de cette rencontre.

## Classement
mise à jour : 23 novembre 2012
| Rang | Équipe             | Pts | J  | G  | N | P  | Bp | Bc | Diff |
| ---- | ------------------ | --- | -- | -- | - | -- | -- | -- | ---- |
| 1    | Grasshopper Zürich | 33  | 16 | 10 | 3 | 3  | 21 | 16 | +5   |
| 2    | FC Saint-GallP     | 32  | 16 | 9  | 5 | 2  | 21 | 11 | +10  |
| 3    | FC Sion            | 31  | 16 | 9  | 4 | 3  | 25 | 16 | +9   |
| 4    | FC Bâle CST        | 30  | 16 | 8  | 6 | 2  | 29 | 15 | +14  |
| 5    | BSC Young Boys     | 18  | 15 | 4  | 6 | 5  | 22 | 17 | +5   |
| 6    | FC Zürich          | 17  | 16 | 4  | 5 | 7  | 19 | 22 | -3   |
| 7    | FC Lausanne-Sport  | 17  | 16 | 4  | 5 | 7  | 14 | 19 | -5   |
| 8    | FC Lucerne VC      | 16  | 15 | 4  | 4 | 7  | 16 | 21 | -5   |
| 9    | FC Thoune          | 14  | 16 | 4  | 2 | 10 | 16 | 26 | -10  |
| 10   | Servette FC        | 7   | 16 | 1  | 4 | 11 | 11 | 31 | -20  |

Qualifications européennes
Ligue des champions 2013-2014
- 3e tour de qualification pour clubs champions
- 3e tour de qualification pour non-champions

Ligue Europa 2013-2014
- 3e tour de qualification
- 2e tour de qualification

Relégation
- Relégation en Challenge League 2012-2013

Abréviations
T : Tenant du titre

C : Vainqueur de la Coupe de Suisse 2011-2012

P : Promus de Challenge League 2011-2012

## Tactique et équipe-type
| Vanins Vanczak Aislan Dingsdag Bühler Margairaz Serey Die Gattuso Crettenand Lafferty Léo |
| 1er Tactique de la Saison 4-2-3-1                                                         |

## Matchs de la saison 2012-2013
| Journée | Date               | Équipe 1                    | Résultat | Équipe 2                    |
| ------- | ------------------ | --------------------------- | -------- | --------------------------- |
| 1       | 15 juillet 2012    | Grasshopper Club Zurich     | 0-2      | FC Sion                     |
| 2       | 22 juillet 2012    | FC Sion                     | 1-0      | Servette Football Club 1890 |
| 3       | 29 juillet 2012    | FC Lucerne                  | 0-3      | FC Sion                     |
| 4       | 4 août 2012        | FC Sion                     | 1-1      | FC Bâle                     |
| 5       | 11 août 2012       | Lausanne-Sports             | 0-2      | FC Sion                     |
| 6       | 19 août 2012       | FC Sion                     | 1-0      | BSC Young Boys              |
| 7       | 26 août 2012       | FC Zurich                   | 1-0      | FC Sion                     |
| 8       | 1er septembre 2012 | FC Sion                     | 0-3      | FC Saint-Gall               |
| 9       | 22 septembre 2012  | FC Sion                     | 2-1      | FC Thoune                   |
| 10      | 26 septembre 2012  | FC Bâle                     | 4-1      | FC Sion                     |
| 11      | 30 septembre 2012  | FC Sion                     | 2-2      | FC Zurich                   |
| 12      | 7 octobre 2012     | FC Sion                     | 3-2      | FC Lucerne                  |
| 13      | 20 octobre 2012    | FC Thoune                   | 1-1      | FC Sion                     |
| 14      | 27 octobre 2012    | FC Sion                     | 1-1      | Lausanne-Sports             |
| 15      | 4 novembre 2012    | FC Saint-Gall               | 0-3      | FC Sion                     |
| 16      | 18 novembre 2012   | Servette Football Club 1890 | 0-2      | FC Sion                     |
| 17      | 24 novembre 2012   | FC Sion                     | 1-1      | Grasshopper Club Zurich     |
| 18      | 2 décembre 2012    | BSC Young Boys              | 3-1      | FC Sion                     |
| 19      | 9 février 2013     | FC Bâle                     | 3-0      | FC Sion                     |
| 20      | 16 février 2013    | FC Sion                     | 1-0      | FC Saint-Gall               |
| 21      | 23 février 2013    | FC Thoune                   | 4-0      | FC Sion                     |
| 22      | 2 mars 2013        | FC Zurich                   | 3-1      | FC Sion                     |
| 23      | 9 mars 2013        | FC Sion                     | 0-1      | Lausanne-Sports             |
| 24      | 16 mars 2013       | BSC Young Boys              | 0-0      | FC Sion                     |
| 25      | 30 mars 2013       | FC Sion                     | 1-1      | Sevette Football Club 1890  |
| 26      | 6 avril 2013       | FC Sion                     | 2-1      | FC Lucerne                  |
| 27      | 13 avril 2013      | Grasshopper Club Zurich     | 0-1      | FC Sion                     |
| 28      | 21 avril 2013      | FC Sion                     | 4-0      | BSC Young Boys              |
| 29      | 27 avril 2013      | Servette Football Club 1890 | 1-5      | FC Sion                     |
| 30      | 4 mai 2013         | FC Sion                     | 3-2      | FC Bâle                     |
| 31      | 8 mai 2013         | Lausanne-Sports             | 1-4      | FC Sion                     |
| 32      | 11 mai 2013        | FC Saint-Gall               | 3-3      | FC Sion                     |
| 33      | 16 mai 2013        | FC Sion                     | 2-2      | Grasshopper Club Zurich     |
| 34      | 24 mai 2013        | FC Sion                     | 5-1      | FC Thoune                   |
| 35      | 29 mai 2013        | FC Lucerne                  | 4-3      | FC Sion                     |
| 36      | 1er juin 2013      | FC Sion                     | 4-2      | FC Zurich                   |

## Transferts
Durant le mercato d'été 2012, Christian Constantin, le président du club effectue plusieurs transferts. Notamment avec l'arrivée du milieu récupérateur italien Gennaro Gattuso. Le secteur offensif est renforcé par les arrivées de Kyle Lafferty, Oussama Darragi, Léo Itaperuna et Mathieu Manset. André Marques vient quant à lui consolider la défense. Sébastien Fournier, le nouvel entraîneur décide d'intégrer dans la première équipe certains jeunes évoluant en équipe réserve.
À la mi-saison, Yannick N'Djeng, Gelson Fernandes, Alberto Regazzoni et Adailton viennent consolider l'effectif.
| - Vladimir Petković (Lazio Rome (entraîneur)) - Rodrigo (Lausanne-Sport) en prêt pour une saison - Goran Obradović (Fin de carrière) - Guilherme Afonso (Lugano) - Cristian Ianu (FC Wohlen) en prêt pour une saison - Mario Mutsch (FC Saint-Gall) - Geoffrey Tréand (Servette FC) - Abdoul Karim Yoda (?) - Gabri (Lausanne-Sport) | - Sébastien Fournier (Entraîneur) - Gennaro Gattuso (AC Milan) - Oussama Darragi (Espérance de Tunis) - Kyle Lafferty (Glasgow Rangers) - Léo Itaperuna (Arapongas) - André Marques (Beira-Mar) - Yannick N'Djeng (Espérance de Tunis) arrivée au mercato d'hiver - Mathieu Manset (Shanghai Shenhua) |

## Premier tour
Le premier tour se disputera le week-end du 15 et 16 septembre 2012.
| 1er tour          | FC Richemond | - | FC Sion                                     |  |  |
| 16 septembre 2012 |              |   | Leo itaperuna 3,17,26 Lafferty 42,56,81 Pen |  |  |